# 澳洲褶唇魚
澳洲褶唇魚，為輻鰭魚綱鱸形目隆頭魚亞目隆頭魚科的其中一種，分布於西太平洋區，包括索羅門群島、美屬薩摩亞、萬那杜、斐濟、新喀里多尼亞、東加等海域，棲息深度2-55公尺，體長可達10.5公分，棲息在珊瑚礁區，以珊瑚蟲為食，生活習性不明，可做為觀賞魚。